# Allouis
Allouis is een gemeente in het Franse departement Cher (regio Centre-Val de Loire) en telt 771 inwoners (1999). De plaats maakt deel uit van het arrondissement Vierzon.

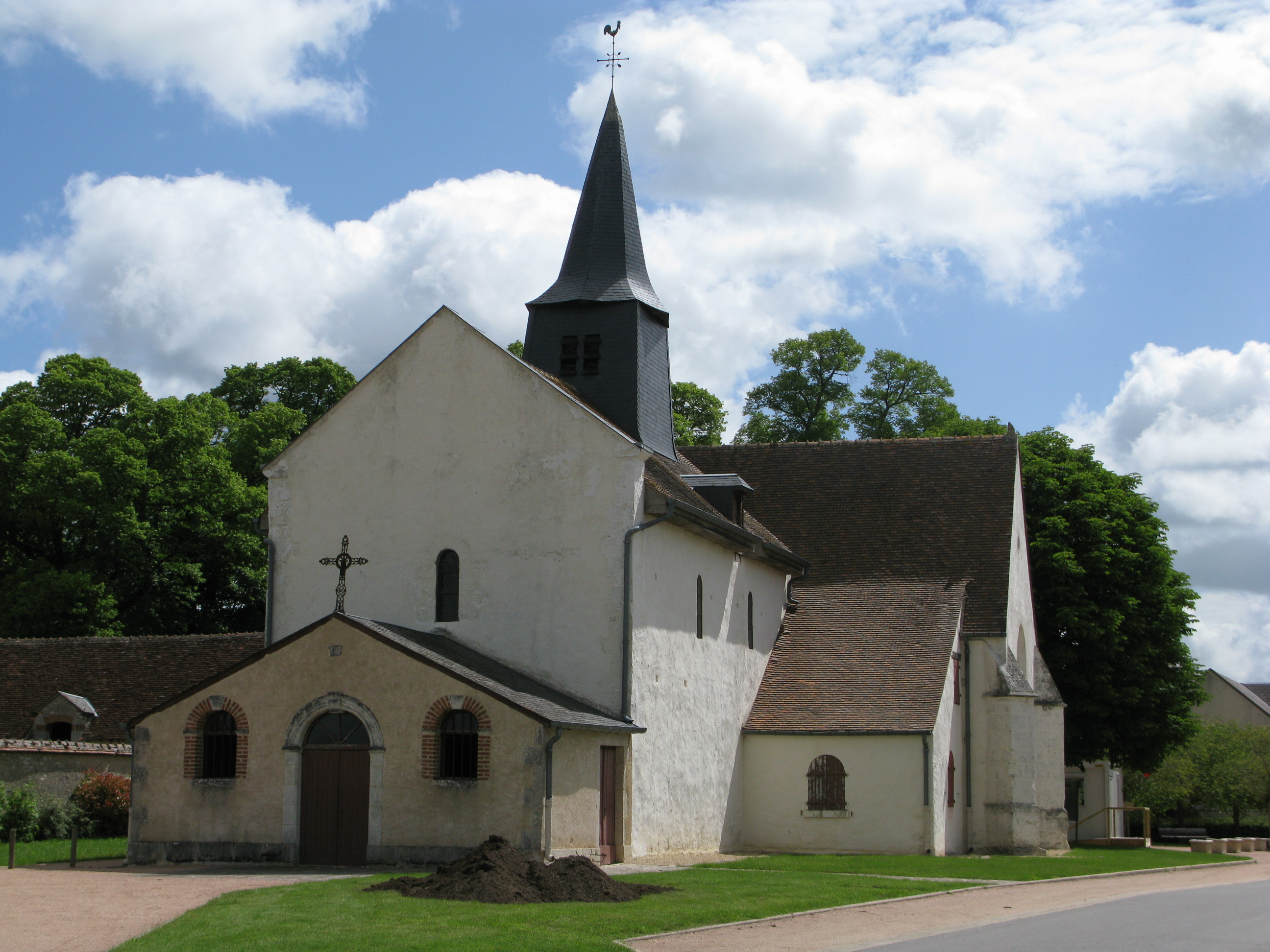
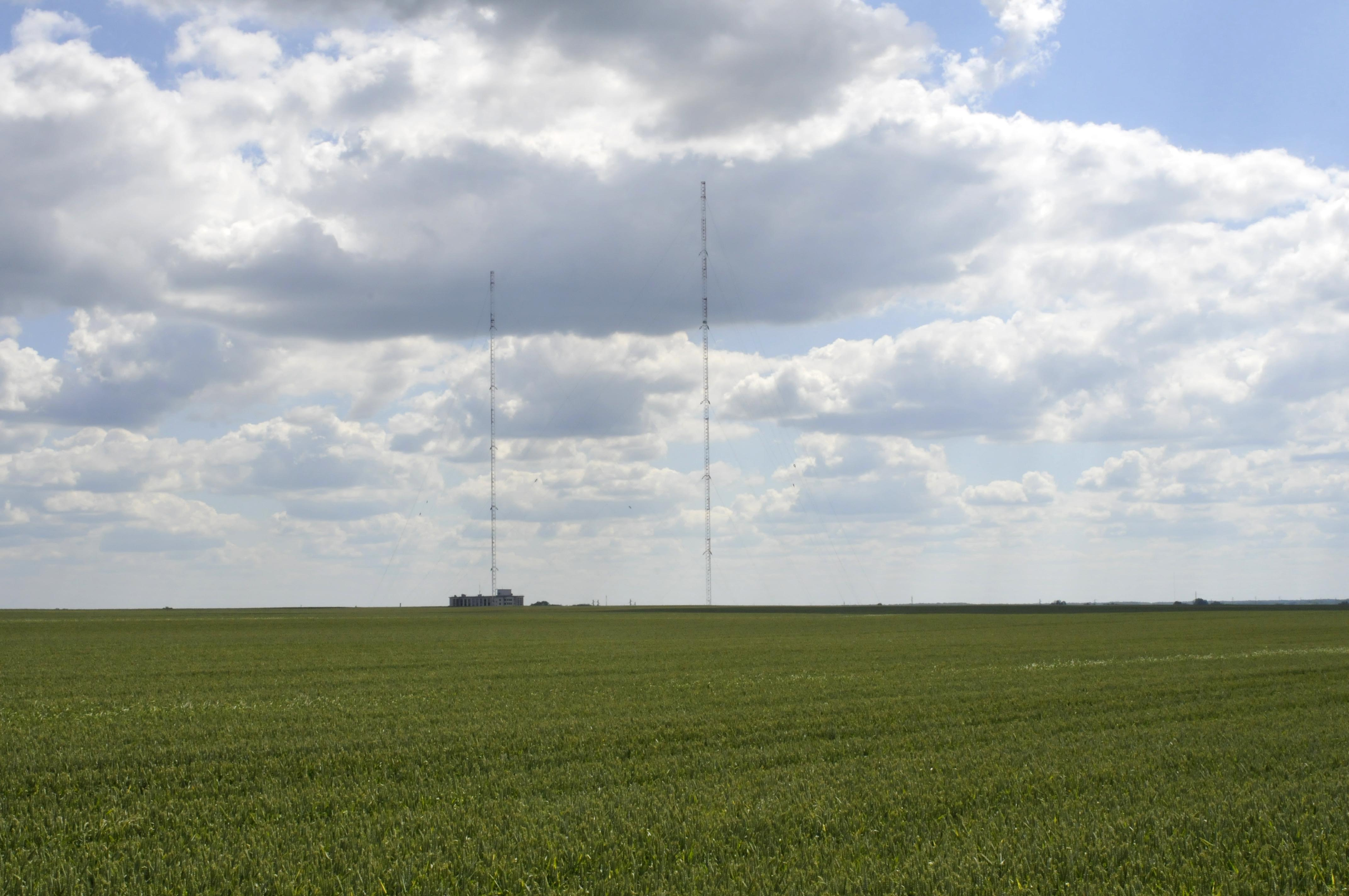

## Geografie
De oppervlakte van Allouis bedraagt 35,3 km², de bevolkingsdichtheid is 21,8 inwoners per km².
De onderstaande kaart toont de ligging van Allouis met de belangrijkste infrastructuur en aangrenzende gemeenten.

## Demografie
Onderstaande figuur toont het verloop van het inwonertal (bron: INSEE-tellingen).